# Museo El Cubo
El Museo El Cubo, o conocido simplemente como El Cubo, es un museo localizado dentro de las instalaciones del Centro Cultural Tijuana, en Tijuana, Baja California, México. Es un espacio de exhibición museográfica y artística, integrado por un vestíbulo, tres terrazas, un mezzanine y el llamado Pasillo Inglés.

## Historia
El antecedente directo de El Cubo fue el centro cultural donde se encuentra y el Museo de las Californias. La ciudad requería un espacio para arte universal y visuales, de forma que en julio de 2005 comenzó la construcción de este museo, en la esquina del Paseo de los Héroes, dentro de las instalaciones del CECUT.  

Fue así como en 2004 se lanzó una convocatoria resultando ganador el Arq. Eugenio Velásquez Bustamante. Su construcción duró 3 años y fue finalmente, el 27 de septiembre de 2008, que se inauguró ante la presencia de Teresa Vicencio Álvarez, directora general del Centro Cultural Tijuana: Oscar Escobedo Carignan, titular de la Secretaría de Turismo de Baja California; Julián León, consejero del Patronato Amigos del CECUT; y una representación del Consejo Nacional para la Cultura y las Artes. 
Ese día se presentaron dos exposiciones: Buda Guanyin, Tesoros de la Compasión y Proyecto Cívico. La primera de estas exposiciones: Buda Guanyin Tesoros de la Compasión, mostró a través de sus piezas emblemáticas, la sensibilidad, espiritualidad y estética propia del budismo, así como su extensa iconografía, rica en simbolismo y mitología. El segundo, Proyecto Cívico, se incluyen obra en video, video instalación , escultura, pintura, dibujo y textil, elaboradas por más de 18 artistas internacionales y regionales. 
En julio de 2021, tras el cierre del museo por la pandemia de Covid-19, se dio la reapertura del museo.

## Sitios de interés

### Interior
El recinto cuenta con elevadas especificaciones técnicas para albergar colecciones de arte en sus tres salas, además ofrece eventos culturales multidisciplinarios en sus diversas áreas, tales como: Vestíbulo del Cubo, Terrazas 1, 2 y 3, Mezanine y Pasillo Inglés hoy conocido como “Estación Vizcaíno”, espacio donde podrás escuchar música clásica y audios de literatura hispanoamericana en voces de diversos autores contemporáneos, acompañados de una estatua del mismo.

### Exterior
Al exterior del recinto, se encuentra un jardín botánico con especies endémicas de la región de Baja California. Contaba con un restaurante-café, llamado Cubo Bristo, que cerró sus puertas temporalmente por la pandemia. Además, el mismo complejo del Centro Cultural Tijuana como el Domo IMAX; la Cineteca Sala Carlos Monsiváis y el Museo de las Californias. El Monumento México es el que se ubica en Paseo de los Héroes y que da vista de la esquina donde se encuentra El Cubo.